# Străzile groazei - Partea 1: 1994
Străzile groazei - Partea 1: 1994 (în engleză Fear Street Part One: 1994) este un film de groază american din 2021 regizat de Leigh Janiak, cu scenariu bazat pe seria de cărți Străzile groazei a lui R. L. Stine. Este prima parte a seriei de filme Străzile groazei.

## Distribuție
- Kiana Madeira - Deena
- Olivia Scott Welch - Samantha Fraser
- Benjamin Flores Jr. - Josh
- Julia Rehwald - Kate
- Fred Hechinger - Simon
- Ashley Zukerman - Nick Goode
- Darrell Britt-Gibson - Martin
- Maya Hawke - Heather
- Jordana Spiro - Mrs. Lane
- Jordyn DiNatale - Ruby Lane
- Charlene Amoia - Rachel Thompson / Sunnyvale customer
- David W. Thompson - Ryan Torres
- Jeremy Ford - Peter
- Elizabeth Scopel - Sarah Fier
- Gillian Jacobs - C. Berman[1]